# Namaraï
Namaraï ist ein Fluss auf der Hauptinsel Efate der Provinz Shefa von Vanuatu. Er ist ein Zufluss des Teouma und verläuft von Westen nach Osten. Er mündet nördlich des Lololima.